# Keith Notary
Keith Notary, född den 22 januari 1960 i Merritt Island, Florida, är en amerikansk seglare.
Han tog OS-silver i tornado i samband med de olympiska seglingstävlingarna 1992 i Barcelona.